# Micaria siniloana
Micaria siniloana är en spindelart som beskrevs av Alberto Barrion och James A. Litsinger 1995. Micaria siniloana ingår i släktet Micaria och familjen plattbuksspindlar.
Artens utbredningsområde är Filippinerna. Inga underarter finns listade i Catalogue of Life.